# Rivière du Moulin (Beauceville)
Pour les articles homonymes, voir Moulin (homonymie) et Rivière du Moulin.
La rivière du Moulin est un affluent de la rive ouest de la rivière Chaudière laquelle coule vers le nord pour se déverser sur la rive sud du fleuve Saint-Laurent. Elle coule dans les municipalités de Saint-Alfred et de Beauceville, dans la municipalité régionale de comté (MRC) Beauce-Centre, dans la région administrative de Chaudière-Appalaches, au Québec, au Canada.

## Géographie
Les principaux bassins versants voisins de la rivière du Moulin sont :
- côté nord : ruisseau des Meules, rivière Mathieu, Bras Saint-Victor, rivière Chaudière ;
- côté est : rivière Chaudière ;
- côté sud : Branche Victor-Loubier, ruisseau de la Fabrique, rivière Pozer ;
- côté ouest : Bras Saint-Victor, rivière des Hamel, rivière Prévost-Gilbert.

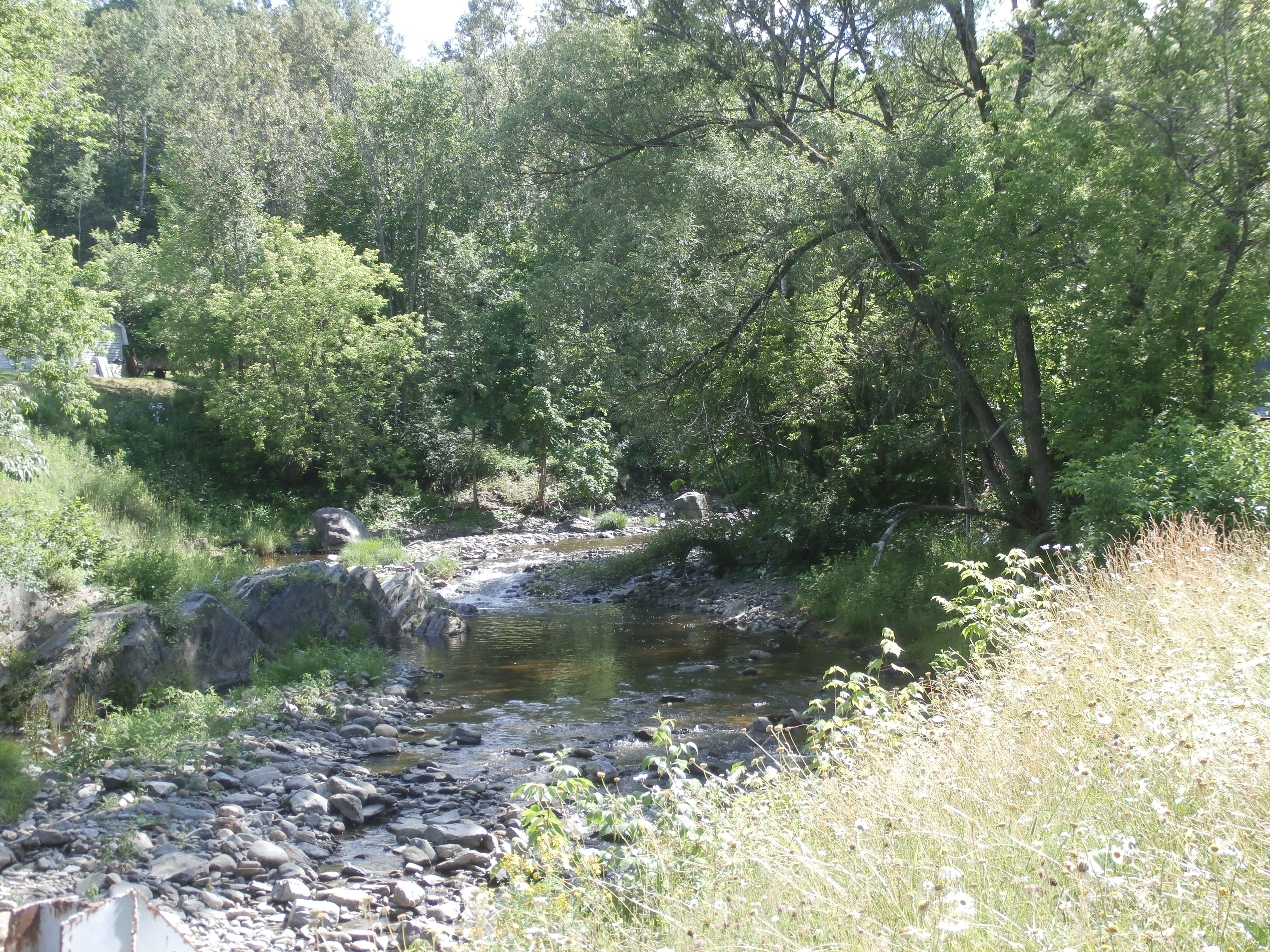
Rivière du Moulin en amont du pont de l'avenue Lambert.

La rivière du Moulin" prend sa source au lac Volet (longueur : 0,8 km ; altitude : 265) lequel est situé dans le rang Saint-Guillaume de Saint-Alfred. Ce lac est situé à 2,0 km au sud-est du centre du village de Saint-Alfred, à 6,5 km à l'ouest de la rivière Chaudière, à 7,1 km au nord du centre du village de Saint-Benoît-Labre et à 0,6 km au nord de la limite municipale de Saint-Benoît-Labre (MRC Beauce-Sartigan).
Le lac Volet est alimenté par le ruisseau Bernard (venant de l'est) et la "décharge du lac Fortin" (venant du sud-ouest). Le lac Fortin (longueur : 2,4 km ; altitude de 310 m) est renommé pour sa villégiature ; ce lac de tête est situé à 4,1 km au sud-est du village de Saint-Victor.
À partir de sa source, la rivière du Moulin coule sur 8,4 km répartis selon les segments suivants :
- 1,5 km vers le nord, délimitant le rang Saint-Guillaume (côté ouest) et le rang Clark (côté est), jusqu'à la confluence de la rivière Noire (rivière du Moulin) ;
- 2,8 km vers le nord-est, jusqu'à la limite municipale entre Saint-Alfred et Beauceville ;
- 3,0 km vers le nord, jusqu'à la confluence du ruisseau des Meules ;
- 1,2 km vers le nord-est en traversant l'avenue Lambert qui longe la rive ouest de la rivière Chaudière, jusqu'à sa confluence.

La rivière du Moulin se déverse sur la rive ouest de la rivière Chaudière dans la municipalité de Beauceville. La confluence de la rivière du Moulin est située à 0,7 km au sud du pont de la ville de Beauceville et en aval de l'île aux Oies.

## Toponymie
Le toponyme Rivière du Moulin a été officialisé le 5 décembre 1968 à la Commission de toponymie du Québec.